# 4922 Leshin
4922 Leshin è un asteroide della fascia principale. Scoperto nel 1981, presenta un'orbita caratterizzata da un semiasse maggiore pari a 2,6221090 UA e da un'eccentricità di 0,2295414, inclinata di 8,17295° rispetto all'eclittica.